# 武汉大学药学院
武汉大学药学院成立于2001年5月18日，隶属于武汉大学医学部。现任院长为中国科学院院士邓子新。

## 历史沿革
武大最早开办药学的历史可追溯到1926年。当年12月28日，武汉国民政府决定将国立武昌大学、省立医科大学等高校合并，并于次年2月20日正式组建国立武昌中山大学。在2月16日颁布的学校组织大纲的院系设置中，药学系即为全校17个系之一，隶属于医科。1928年组建国立武汉大学后医科分离，师生分别转入国立同济大学医学院及国立中山大学医科；创建于1923年的实习医院则几经辗转，于1943年设为新创办的湖北医学院的教学医院，后发展成为今天的武汉大学人民医院。
医科分离后的国立武汉大学，一直为实现王世杰校长开办“文法理工农医”六大学院的万人大学的理想而努力着。终于在抗战胜利后，复员珞珈山的同年10月2日，国民政府教育部批准了武大成立医学院，下设有解剖学、药理学等19个学科，著名药理学家周金黄出任首任院长（兼附属医院院长）。1950年，医学院与同济大学医学院合并成立中南同济医学院，后发展成为今天的华中科技大学同济医学院。
尽管药学学科未能得到专门的发展，但在武大历史上对药物的研究工作却并未因此中断，化学系与生物学系均有人从事药学相关的教学与科研工作。早在1938年西迁乐山时期，化学系学生彭少逸、涂主珍等人从中药马钱子中提取精制成药品，用于治疗当地的流行病。文革期间，生物学系也先后开设过新药学（1971年-1973年）、药学生物学（1976年）等专业。到了20世纪90年代，随着社会对高级药学人才的需求量不断增加，生命科学学院于1994年成立了药学系（侧重于生物技术制药）并于当年开始招生，湖北医科大学药学系（侧重于理论及临床研究）也于同年成立。
随着新武汉大学的组建，为满足中国国民经济和药学事业的发展对高级药学人才（理论基础扎实、知识面宽、实践能力强）的迫切需求，在整合已有物质设备的基础上，2001年5月18日，武汉大学药学院在原生命科学学院药学系、医学院药学系、化学与分子科学学院及人民医院药学部从事相关教学与科研的师资的基础上正式成立了。首任院长为胡先明，现任院长为中国科学院院士邓子新教授。2005年9月，其隶属关系由理学部调整至医学部。

## 发展现状
学院现有专业教师74人，其中教授25人、副教授27人、博士生导师21人，包括中国科学院院士1名、千人计划学者2名、楚天学者特聘教授6名、珞珈学者特聘教授3名、教育部新世纪优秀人才5名、国家优秀青年基金获得者3名，青年拔尖人才2名。另聘有德国伍珀塔尔大学有机化学研究所所长Hans-Josef Altenbach、美国麻省理工学院生物工程系终身教授Peter C. Dedon、英国剑桥大学Herchel Smith讲座教授Peter Leadlay等8名国内外知名学者任名誉、兼职或客座教授。
学院拥有组合生物合成与新药发现教育部重点实验室、国家中医药管理局中药药剂三级实验室、湖北省有机氟类药物工程技术研究中心、湖北省药物及药用材料研发推广中心等新药研发平台。还是武汉大学病毒学国家重点实验室组建单位之一，参与了武汉生物技术研究院的建设。下设化学药物研究所、生物药物研究所、中药与天然药物研究所、药物分析与筛选研究所、临床药物研究所和药学实验教学中心。承担了包括国家科技重大专项、“973”和“863”、国家自然科学基金、国家科技支撑计划课题等科研项目，产出了一批重要学术成果，为国家经济发展和地方建设服务做出了积极贡献。
本科教育设有四年制药学和生物制药两个专业。拥有药学一级学科博士学位授予点和硕士学位授予点，其中药学一级学科为湖北省重点学科。此外还开设制药工程、中药学、药学3个专业硕士专业。药学一级学科为湖北省重点学科，内含药物化学、药剂学、生药学、药物分析学、微生物与生化药学、药理学、药事管理学、临床药学等二级学科。目前每年招收全日制本科生100多名、硕士生80多名、博士生约20名，还招收博士后研究人员、外国留学生、非全日制专业学位硕士生以及各类继续教育学生。